# Худжанд (футбольний клуб)
Футбольний клуб «Худжанд» (Худжанд) або просто «Худжанд» (тадж. Клуби футболи «Хуҷанд» (Хуҷанд)) — таджицький професіональний футбольний клуб з міста Худжанд. Один з небагатьох футбольних клубів, які завжди грали у Вищій лізі.

## Хронологія назв
- 1953: «Гірник» (Ленінабад)
- 1955: «Металург» (Ленінабад)
- 1958: «Памір» (Ленінабад)
- 1976: «Худжанд» (Ленінабад)
- 26.02.1991: «Худжанд» (Ленінабад)
- 1995: ФК «Мехнат-Худжанд»
- 1996: ФК «Худжанд»

## Історія
Футбольний клуб «Гірник» було засновано в 1953 році в місті Ленінабат. В 1953 році дебютував у Першій підгрупі класу «Б» Чемпіонату СРСР з футболу. В 1954 році зайняв 5-те місце в підгрупі, але потім виступав у Чемпіонаті Таджицької РСР. В 1955 році змінив назву на «Металург» (Ленінабат), а в 1958 році змінив назву на «Памір» (Ленінабат) та поновив виступи в класі «Б» (група 5). В 1959 виграв зональний турнір в класі «Б» (група 6), але путівку в розширений з 12 до 22 команд клас «А» не отримав.  В 1963 році у зв'язку з реорганізацією футбольних ліг СРСР був понижений в класі, і виступав у 2-й групі класу «Б» Чемпіонату СРСР з футболу. В 1966 році переміг у зоні «Середня Азія та Казахстан» Класу «Б» і вийшов до 3 підгрупи Класу «А» Другої ліги Чемпіонату СРСР з футболу. По закінченню сезону 1969 року, в якому посів останнє 21-ше місце в 4-й підгрупі 2-ї групи Класу «А», клуб вилетів до Третьої ліги, але в зв'язку з черговою реорганізацією футбольних ліг СРСР вибув до аматорських змагань.
В 1975 році «Памір» здобув 2-ге місце в Чемпіонаті Таджицької РСР, а в 1976 році на його базі було створено ФК «Худжанд» (Ленінабат), який розпочав свої виступи в 2-й групі Другої ліги Чемпіонату СРСР. До 1989 року клуб виступав у Другій лізі, а в 1990 році у зв'язку з черговою реорганізацією футбольних ліг СРСР вилетів до 9-ї групи Другої нижчої ліги Чемпіонату СРСР з футболу.
В 1992 році під назвою ФК «Худжанд» дебютував у першому розіграші незалежного чемпіонату Таджикистану серед клубів Вищої ліги і закінчив чемпіонат на 4-му місці серед 12 команд-учасниць. В 1995 році команда об'єдналазя з чемпіоном согдійського вілаєту клубом «Мехнат» (Худжанд), в зв'язку з чим змінив назву на ФК «Мехнат-Худжанд». Однак в 1996 році повернувся до старої назви ФК «Худжанд» і вперше у своїй історії здобув бронзові нагороди національного чемпіонату. В 1997 році клуб повторив торішній успіх, а в 1998 році став віце-чемпіоном країни.
4 вересня 1998 року клуб дебютував в азійських континентальних змаганнях. У першому раунді Кубку володарів кубків після нічиєї вдома ФК «Худжанд» програв у матчі-відповіді з ташкентському Пахтакору і припинив боротьбу в турнірі.

## Досягнення
- зона «Середня Азія та Казахстан» Клас «Б» Друга ліга Чемпіонату СРСР з футболу
  -  Чемпіон (1): 1966

- Чемпіонат Таджицької РСР з футболу
  -  Срібний призер (1): 1975

- Кубок СРСР
  - 1/16 фіналу (1): 1953

- Чемпіонат Таджикистану
  -  Срібний призер (4): 1998, 2002, 2003, 2015
  -  Бронзовий призер (6): 1996, 1997, 2000, 2008, 2009, 2014

- Кубок Таджикистану
  -  Володар (5): 1998, 2002, 2008, 2017, 2021
  -  Фіналіст (4): 1997, 2001/02, 2010, 2024

## Статистика виступів у національних турнірах
| Сезон | Ліга | Ліга | Ліга | Ліга | Ліга | Ліга | Ліга | Ліга | Ліга        | Кубок Таджикистану  | Бомбардир | Бомбардир | Тренер |
| Сезон | Див. | Міс. | Іг.  | В    | Н    | П    | ЗМ   | ПМ   | О           | Кубок Таджикистану  | Ім'я      | В лізі    | Тренер |
| ----- | ---- | ---- | ---- | ---- | ---- | ---- | ---- | ---- | ----------- | ------------------- | --------- | --------- | ------ |
| 1997  | 1-ша | 3    | 24   | 16   | 4    | 4    | 51   | 20   | 52          | Фіналіст            |           |           |        |
| 1998  | 2    | 22   | 13   | 5    | 4    | 44   | 19   | 44   | Переможець  |                     |           |           |        |
| 1999  | 6    | 22   | 13   | 1    | 8    | 60   | 28   | 40   |             |                     |           |           |        |
| 2000  | 3    | 34   | 21   | 5    | 8    | 94   | 37   | 68   |             | Мансурджон Хакімов  | 28        |           |        |
| 2001  | 5    | 18   | 7    | 6    | 5    | 36   | 22   | 27   |             |                     |           |           |        |
| 2002  | 2    | 22   | 17   | 2    | 3    | 76   | 17   | 53   | Переможець  | Джомікхон Мухідінов | 29        |           |        |
| 2003  | 2    | 30   | 23   | 3    | 4    | 90   | 26   | 72   |             |                     |           |           |        |
| 2004  | 4    | 36   | 17   | 9    | 10   | 56   | 36   | 60   |             |                     |           |           |        |
| 2005  | 5    | 18   | 8    | 3    | 7    | 28   | 19   | 27   |             |                     |           |           |        |
| 2006  | 7    | 22   | 9    | 3    | 10   | 27   | 33   | 30   |             |                     |           |           |        |
| 2007  | 6    | 20   | 8    | 3    | 9    | 27   | 37   | 27   |             |                     |           |           |        |
| 2008  | 3    | 40   | 28   | 4    | 8    | 73   | 33   | 88   | Переможець  |                     |           |           |        |
| 2009  | 3    | 18   | 13   | 1    | 4    | 36   | 15   | 40   | 1/4 фіналу  |                     |           |           |        |
| 2010  | 7    | 32   | 8    | 8    | 16   | 42   | 58   | 32   | Фіналіст    |                     |           |           |        |
| 2011  | 7    | 40   | 15   | 6    | 19   | 56   | 72   | 51   |             |                     |           |           |        |
| 2012  | 8    | 24   | 8    | 6    | 10   | 29   | 44   | 30   | 1/16 фіналу |                     |           |           |        |
| 2013  | 5    | 18   | 6    | 5    | 7    | 17   | 21   | 23   |             |                     |           |           |        |
| 2014  | 3    | 18   | 9    | 5    | 4    | 24   | 17   | 32   |             |                     |           |           |        |
| 2015  | 2    | 18   | 12   | 3    | 3    | 34   | 21   | 39   | 1/4 фіналу  | Фарход Тохіров      | 6         |           |        |

## Статистика виступів на континентальних турнірах
| Сезон     | Змагання                    | Раунд                       | Клуб               | Вдома | На виїзді | Підсумок  |
| --------- | --------------------------- | --------------------------- | ------------------ | ----- | --------- | --------- |
| 1998–1999 | Кубок володарів кубків Азії | Перший раунд — Західна Азія | Пахтакор (Ташкент) | 1–1   | 1–4       | 2–5       |
| 1999–2000 | Кубок володарів кубків Азії | Перший раунд — Західна Азія | Кайсар             | 0–3   | 3–0       | (пен.)3–3 |
| 2016      | Кубок АФК                   | Раунд плей-оф               | Аглі Аль-Халіл     | –     | 0-1       | –         |

## Відомі футболісти
1980-ті рр.
- / Наїль Галімов
- Володимир Долганов
- Ігор Факідій
- Сергій Манаков

1990-ті
- Ехсон Юлдошев
- Костянтин Єрофеєв
- / Іван Плотніков
- Віталій Левченко
- / Володимир Славінський

2000-ні
- Мансур Хакімов
- Чоміхон Мухіддінов
- Шухрат Умаров
- Насим Баротов
- Вільям Г'ян
- Давронджон Ергашев

2010-ті
- Джахонгір Ергашев
- Мумінджон Гадойбоєв
- Джамолиддін Зардієв

## Відомі тренери
- 1953—1954:  Сергій Фурсов

…
- 1959:  Михайло Коробко
- 1962—1968:  Геннадій Неделькін
- 1969:  Віктор Анохін

…
- 1976—19??:  Володимир Бурин

…
- 1981—1982:  Геннадій Неделькін
- 1983—1985:  Юрій Карамян

…
- 1987:  Лев Гінзбург

…
- 01.1989–07.1989:  Шухрат Азамов
- 07.1989–12.1989:  Лев Гінзбург

…
- 2008—2015:  Ураз Туракулов
- 2016–…:  Нумонджон Юсупов